# Troussures
Troussures korábbi község Franciaországban, Oise megyében. Lakosainak száma 185 fő (2018. január 1.). Troussures Auneuil, La Houssoye, Rainvillers, Le Vauroux és Villers-Saint-Barthélemy községekkel határos.
2017. január 1-jén a korábbi Auneuil községgel egyesült és az így létrejött (azonos nevű) Auneuil új község része lett.

## Népesség
A település népessége az elmúlt években az alábbi módon változott:
| Lakosok száma | 183  | 185  | 186  | 185  |
|               | 2013 | 2015 | 2017 | 2018 |